# Mistrzostwa Świata w Gimnastyce Sportowej 1970
17. Mistrzostwa Świata w Gimnastyce Sportowej odbyły się w jugosłowiańskim mieście Lublana w 1970 roku.

## Tabela medalowa
| Poz. | Państwo           | Złoto | Srebro | Brąz | Łącznie |
| ---- | ----------------- | ----- | ------ | ---- | ------- |
| 1    | Japonia           | 7     | 6      | 4    | 17      |
| 2    | ZSRR              | 3     | 5      | 8    | 16      |
| 3    | NRD               | 3     | 3      | 3    | 9       |
| 4    | Jugosławia        | 1     | 0      | 0    | 1       |
| 5    | Stany Zjednoczone | 0     | 1      | 0    | 1       |
| 6    | Czechosłowacja    | 0     | 0      | 1    | 1       |

## Mężczyźni

### Wielobój indywidualnie
| Medal | Zawodnik         | Punkty  |
| ----- | ---------------- | ------- |
| 1     | Eizō Kenmotsu    | 115,050 |
| 2     | Mitsuo Tsukahara | 113,850 |
| 3     | Akinori Nakayama | 113,800 |

### Ćwiczenia wolne
| Medal | Zawodnik         | Punkty |
| ----- | ---------------- | ------ |
| 1     | Akinori Nakayama | 19,025 |
| 2     | Eizō Kenmotsu    | 18,975 |
| 3     | Takeshi Katō     | 18,900 |

### Ćwiczenia na koniu z łękami
| Medal | Zawodnik         | Punkty |
| ----- | ---------------- | ------ |
| 1     | Miroslav Cerar   | 19,375 |
| 2     | Eizō Kenmotsu    | 19,325 |
| 3     | Wiktor Klimienko | 19,050 |

### Ćwiczenia na kółkach
| Medal | Zawodnik         | Punkty |
| ----- | ---------------- | ------ |
| 1     | Akinori Nakayama | 19,400 |
| 2     | Mitsuo Tsukahara | 19,250 |
| 3     | Michaił Woronin  | 19,225 |

### Skok
| Medal | Zawodnik         | Punkty |
| ----- | ---------------- | ------ |
| 1     | Mitsuo Tsukahara | 19,125 |
| 2     | Wiktor Klimienko | 19,000 |
| 3     | Takeshi Katō     | 18,600 |

### Ćwiczenia na poręczach
| Medal | Zawodnik         | Punkty |
| ----- | ---------------- | ------ |
| 1     | Akinori Nakayama | 19,400 |
| 2     | Eizō Kenmotsu    | 19,250 |
| 2     | Michaił Woronin  | 19,250 |

### Ćwiczenia na drążku
| Medal | Zawodnik         | Punkty |
| ----- | ---------------- | ------ |
| 1     | Eizō Kenmotsu    | 19,475 |
| 2     | Akinori Nakayama | 19,375 |
| 3     | Klaus Köste      | 19,350 |
| 3     | Takuji Hayata    | 19,350 |

### Zawody drużynowe
| Medal | Państwo | Punkty  |
| ----- | ------- | ------- |
| 1     | Japonia | 571,100 |
| 2     | ZSRR    | 564,350 |
| 3     | NRD     | 553,150 |

## Kobiety

### Wielobój indywidualnie
| Medal | Zawodniczka         | Punkty |
| ----- | ------------------- | ------ |
| 1     | Ludmiła Turiszczewa | 77,050 |
| 2     | Erika Zuchold       | 76,450 |
| 3     | Zinaida Woronina    | 76,150 |

### Skok
| Medal | Zawodniczka         | Punkty |
| ----- | ------------------- | ------ |
| 1     | Erika Zuchold       | 19,450 |
| 2     | Karin Janz          | 19,350 |
| 3     | Ludmiła Turiszczewa | 19,300 |
| 3     | Lubow Burda         | 19,300 |

### Ćwiczenia na poręczach
| Medal | Zawodniczka         | Punkty |
| ----- | ------------------- | ------ |
| 1     | Karin Janz          | 19,550 |
| 2     | Ludmiła Turiszczewa | 19,450 |
| 3     | Zinaida Woronina    | 19,300 |

### Ćwiczenia na równoważni
| Medal | Zawodniczka       | Punkty |
| ----- | ----------------- | ------ |
| 1     | Erika Zuchold     | 19,200 |
| 2     | Cathy Rigby       | 19,050 |
| 3     | Christine Schmitt | 18,900 |
| 3     | Łarisa Pietrik    | 18,900 |

### Ćwiczenia wolne
| Medal | Zawodniczka         | Punkty |
| ----- | ------------------- | ------ |
| 1     | Ludmiła Turiszczewa | 19,650 |
| 2     | Olga Karasiowa      | 19,525 |
| 3     | Zinaida Woronina    | 19,375 |

### Zawody drużynowe
| Medal | Państwo        | Zawodniczka                  | Punkty  |
| ----- | -------------- | ---------------------------- | ------- |
| 1     | ZSRR           | Lubow Burda                  | 380,650 |
| 1     | ZSRR           | Olga Karasiowa               | 380,650 |
| 1     | ZSRR           | Tamara Łazakowicz            | 380,650 |
| 1     | ZSRR           | Łarisa Pietrik               | 380,650 |
| 1     | ZSRR           | Ludmiła Turiszczewa          | 380,650 |
| 1     | ZSRR           | Zinaida Woronina             | 380,650 |
| 2     | NRD            | Angelika Hellmann            | 377,750 |
| 2     | NRD            | Karin Janz                   | 377,750 |
| 2     | NRD            | Marianne Noack               | 377,750 |
| 2     | NRD            | Richarda Schmeißer           | 377,750 |
| 2     | NRD            | Christine Schmitt            | 377,750 |
| 2     | NRD            | Erika Zuchold                | 377,750 |
| 3     | Czechosłowacja | Soňa Brázdová                | 371,900 |
| 3     | Czechosłowacja | Luba Krasna                  | 371,900 |
| 3     | Czechosłowacja | Hana Lišková                 | 371,900 |
| 3     | Czechosłowacja | Marianna Nemetova-Krajcirova | 371,900 |
| 3     | Czechosłowacja | Bohumila Řimnáčová           | 371,900 |
| 3     | Czechosłowacja | Marcella Váchová             | 371,900 |